# HMS Tre Kronor
Lo HMS Tre Kronor fu un incrociatore leggero della Svenska marinen, entrato in servizio nell'ottobre 1947 come prima unità dell'omonima classe.
Impostato in piena seconda guerra mondiale, l'incrociatore entrò in servizio a ostilità ormai concluse anche per via di diversi problemi durante la sua costruzione. Negli anni della guerra fredda svolse il ruolo di conduttore di flottiglia, venendo impiegato in varie esercitazioni in patria e occasionali visite diplomatiche all'estero. Più volte modernizzato, fu posto in riserva nel 1958 e quindi radiato dal servizio nel gennaio 1964, venendo avviato alla demolizione.

## Storia

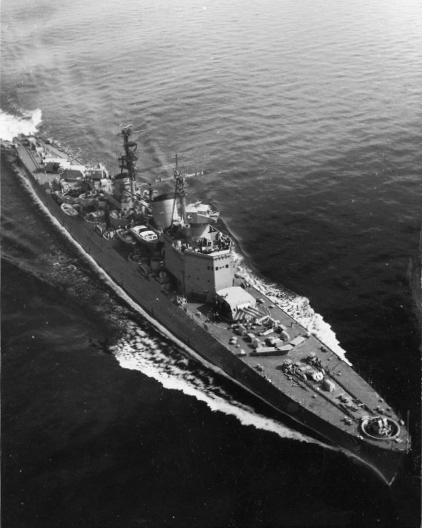
Veduta dall'alto dell'incrociatore in navigazione nel 1954

Impostata nei cantieri della Götaverken di Göteborg il 27 settembre 1943, la nave venne varata il 16 dicembre 1944 con il nome di Tre Kronor ("Tre Corone" in lingua svedese, un riferimento allo stemma della Svezia); madrina del varo fu la principessa della casa reale Louise. L'allestimento della nave fu gravemente ritardato da una serie di scioperi prolungati che interessano le maestranze del cantiere, tanto che il Tre Kronor poté intraprendere la sua prima uscita in mare per le prove solo due anni dopo il varo, nel dicembre 1946; le prove rivelarono poi una serie di difetti di costruzione che imposero un rientro in cantiere dell'unità. Dopo un nuovo ciclo di prove in mare, il Tre Kronor entrò infine ufficialmente in servizio il 18 ottobre 1947, più di tre anni dopo il varo e quattro dall'impostazione.
Il Tre Kronor fu designato come conduttore di flottiglia per le formazioni di cacciatorpediniere della Marina svedese, svolgendo alcune esercitazioni nelle acque di casa prima di tornare in cantiere a Göteborg alla metà di marzo 1948 per un ciclo di lavori di messa a punto e modernizzazione; nel corso di questi lavori furono installati sull'incrociatore dei moderni apparati radar di origine britannica, come pure un nuovo telemetro e un calcolatore meccanico per il calcolo dei dati di tiro delle artiglierie. L'incrociatore completò i lavori nell'aprile 1949, tornando in mare e venendo rimesso in squadra. Nei mesi seguenti il Tre Kronor svolse principalmente esercitazioni in patria, ma nell'estate del 1950 fu inviato in missione diplomatica e di cortesia alle Fær Øer, per celebrare la concessione all'arcipelago di un regime di autonomia interna da parte della Danimarca. Nel corso del 1951 il Tre Kronor e il gemello Göta Lejon si trovarono per la prima volta a servire insieme contemporaneamente, prendendo parte a una grossa serie di esercitazioni navali.
Il Tre Kronor tornò in cantiere nel 1951 per un nuovo ciclo di lavori di modernizzazione, proseguiti per i successivi due anni: tra gli altri interventi eseguiti sull'unità, le sovrastrutture furono completamente ricostruite e ristrutturate, mentre l'armamento antiaereo originario fu eliminato e rimpiazzato da quattro nuovi cannoni automatici Bofors 57 mm e undici nuovi cannoni Bofors 40/70 mm mod. 48. La nave tornò in servizio nel 1953, rimanendo in squadra fino al 1958 quando fu infine ridotta allo stato di riserva nella base navale di Karlskrona senza più essere impiegata.
Il Tre Kronor fu infine radiato dal servizio il 1º gennaio 1964, per poi essere venduto per la demolizione alla Götaverken nel 1969; le sovrastrutture furono smantellate tra il 1969 e il 1970, ma lo scafo fu conservato come pontone nel Brofjorden fino al 1993 quando fu infine venduto per la demolizione a un cantiere norvegese.